# Ozero Lokno
Ozero Lokno (ryska: Озеро Локно) är en sjö i Belarus. Den ligger i voblasten Hrodna voblast, i den västra delen av landet, 220 km väster om huvudstaden Minsk. Ozero Lokno ligger 114 meter över havet. Arean är 0,27 kvadratkilometer. Den sträcker sig 1,1 kilometer i nord-sydlig riktning, och 1,0 kilometer i öst-västlig riktning.
I omgivningarna runt Ozero Lokno växer i huvudsak blandskog. Runt Ozero Lokno är det ganska tätbefolkat, med 139 invånare per kvadratkilometer.